# Orana Wildlife Park
Koordinaten: 43° 28′ 1,6″ S, 172° 27′ 47″ O

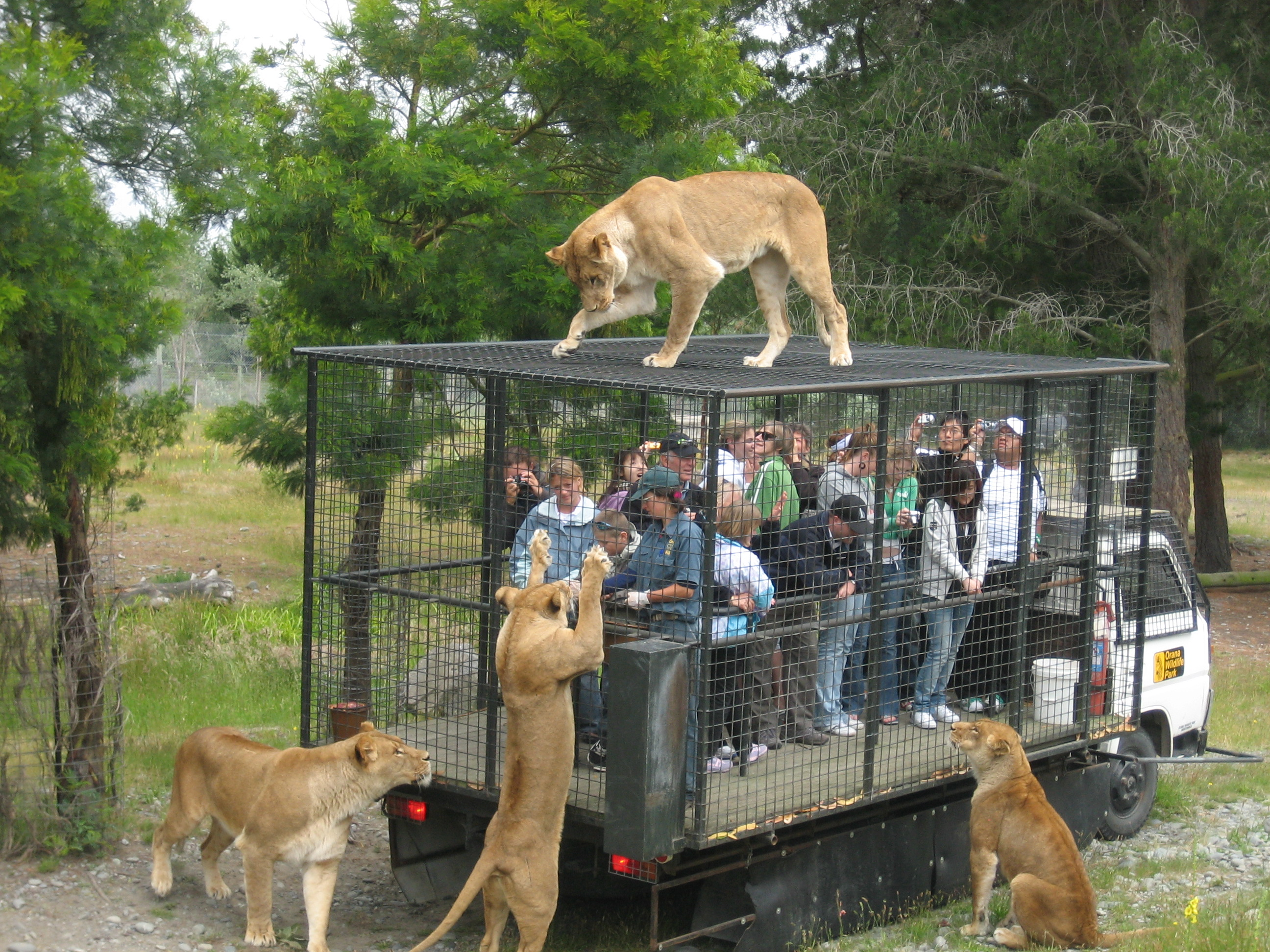
Löwenfütterung

Der Orana Wildlife Park ist ein zooählicher Wildtierpark, der sich am nordwestlichen Stadtrand von Christchurch auf der Südinsel in Neuseeland befindet. Der Park ist bei der World Association of Zoos and Aquariums (WAZA) und der Zoo and Aquarium Association (ZAA) akkreditiert.

## Geschichte
Die Initiative zur Errichtung eines Tierparks ging von der 1970 gegründeten South Island Zoological Society aus. Am 25. September 1976 wurde der damals Orana Park genannte Safaripark mit 28 Tieren, die er von australischen Zoos erhalten hatte, eröffnet. Bald darauf wurde der Orana Wildlife Trust gegründet, der auch die Leitung des Parks übernahm. Zwischen 1976 und 1995 war es für die Besucher möglich, mit ihren Privat-Pkws durch die Löwenanlage zu fahren. Nach Umgestaltung und Wiederinbetriebnahme der Löwenanlage, ist die Durchfahrt mit Privat-Pkws nicht mehr gestattet, stattdessen wurden im Rahmen eines Lion Encouter-Programms von der Parkverwaltung Touren gegen eine zusätzliche Gebühr organisiert, bei denen die Besucher in vergitterten Lkw-Aufsätzen durch das Gelände gefahren werden. Hierbei handelt es sich um die Umkehrung eines normalen Zoobesuchs: Die Löwen laufen frei umher, die Menschen befinden sich in einem Käfig. Dabei werden die Löwen von den Rangern mit Fleischbrocken, die durch das Gitter gereicht werden, gefüttert.
In den 1980er und 1990er Jahren wurden stetig neue Tiere angeschafft und die dafür notwendigen Freianlagen und Tierhäuser in Betrieb genommen. Aufgrund der Erbeben in Christchurch 2010 und 2011 musste der Park für mehrere Tage schließen. Es traten nur geringe Schäden an Gebäuden auf, Tiere kamen nicht zu Schaden. In den folgenden Jahren litt der Park unter weiteren Naturereignissen, namentlich zwei Überschwemmungen, drei erheblichen Schneestürmen sowie einem tropischen Wirbelsturm. Wiederum musste der Park deshalb für einige Tage schließen.
Fünfzig Jahre nach ihrer Gründung zog sich die South Island Zoological Society aus der Mitwirkung an Projekten des Orana Wildlife Parks zurück, da alle ursprünglich gesteckten Ziele erreicht waren. Zum Abschluss hatte sich die Gesellschaft noch aktiv am Bau eines Zentrums zur Zucht des gefährdeten Hamilton-Froschs beteiligt. Die Leitung des Parks liegt weiterhin in den Händen des Orana Wildlife Trust.

## Anlagenkonzept und Tierbestand
Auf dem ca. 80 Hektar großen Gelände des Orana Wildlife Parks werden etwa 1000 Tiere in rund 90 Arten gehalten. Es werden überwiegend Säugetiere und Vögel sowie einige Reptilien gezeigt. Ein Hauptanliegen des Parks ist es, die in Neuseeland endemisch oder sehr selten vorkommenden Vogelarten zu erhalten und zu züchten, dazu zählen Saumschnabelenten, Neuseelandenten, Malherbesittiche, Ziegensittiche, Kiwis und Keas.

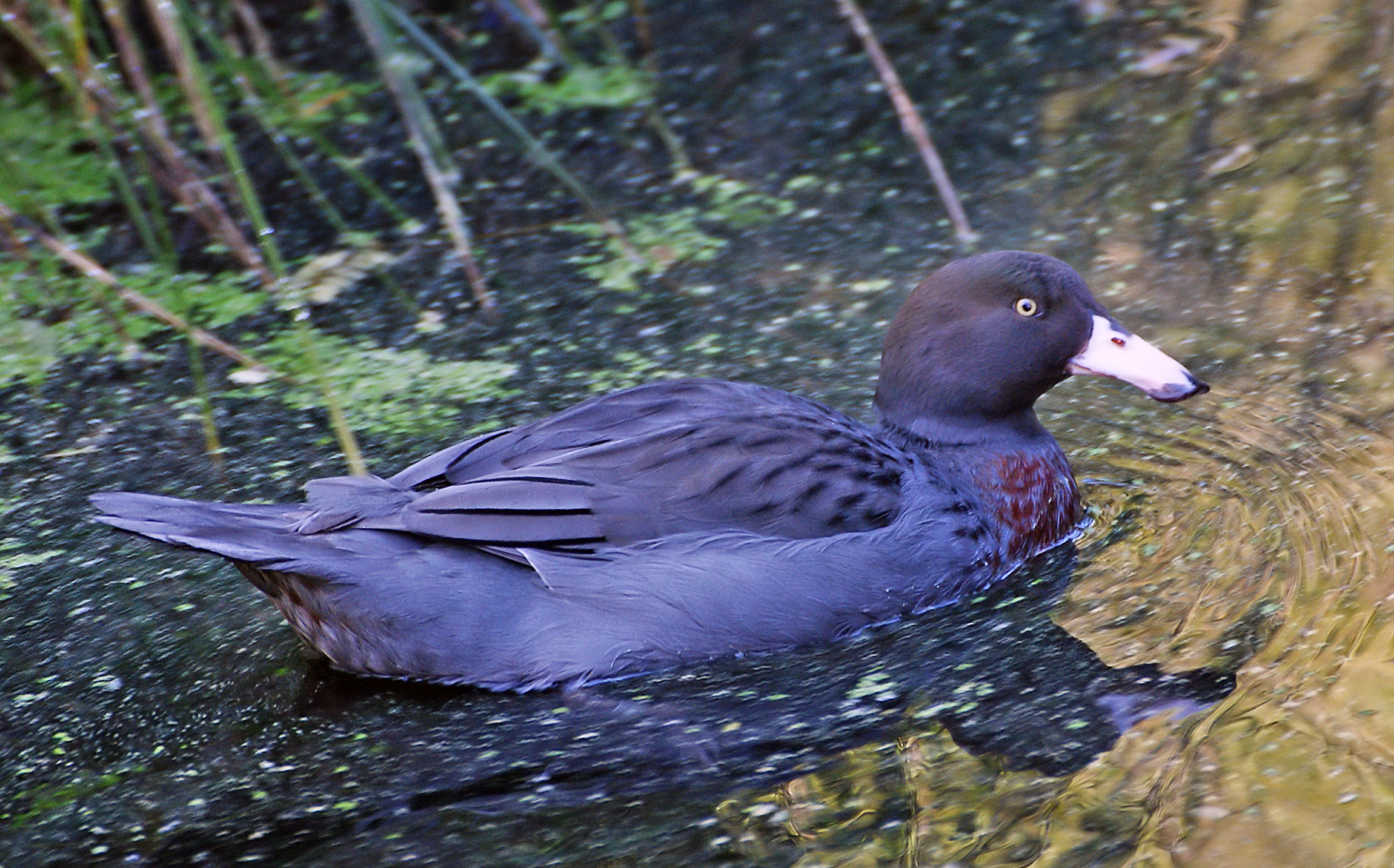
Saumschnabelente
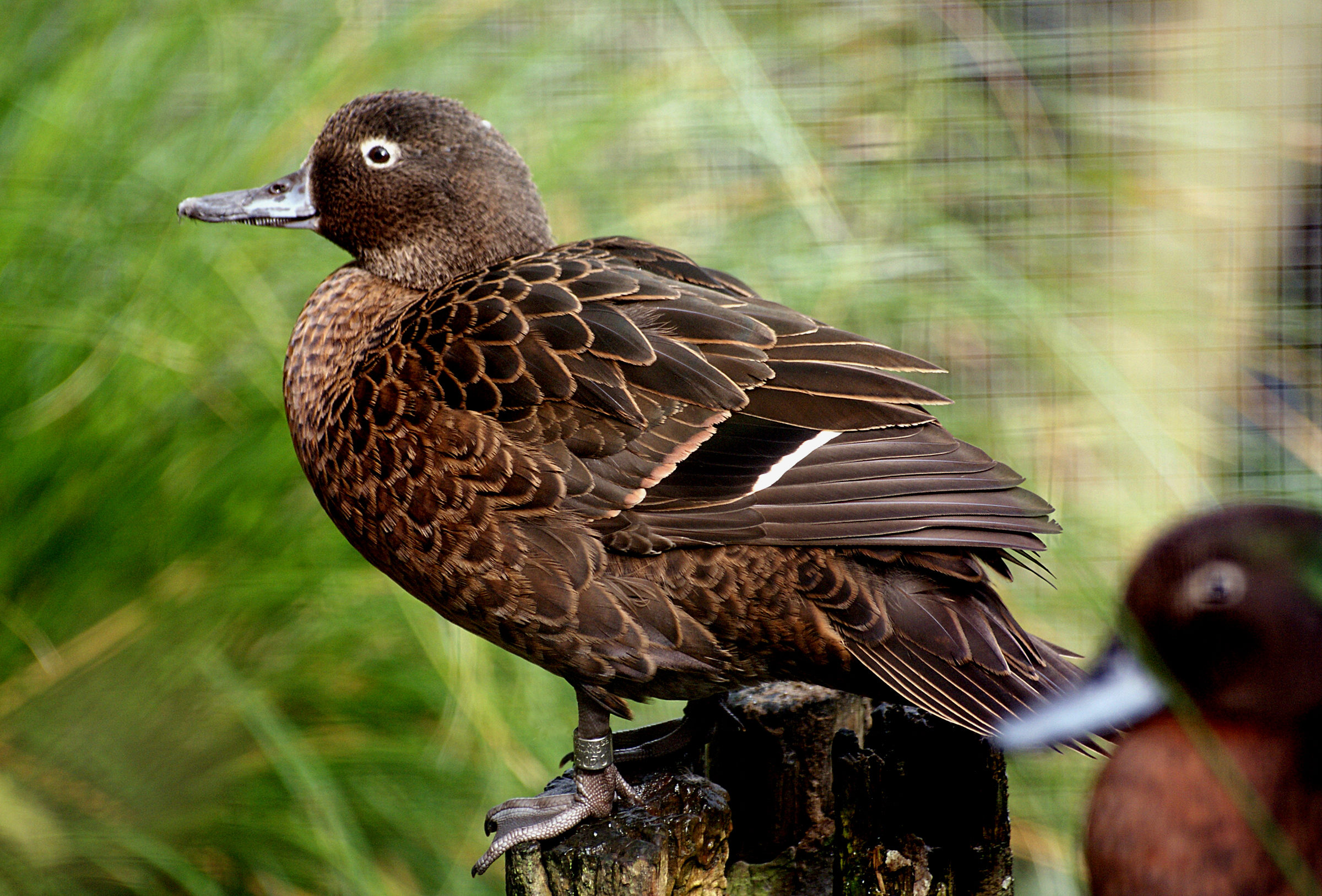
Neuseelandente
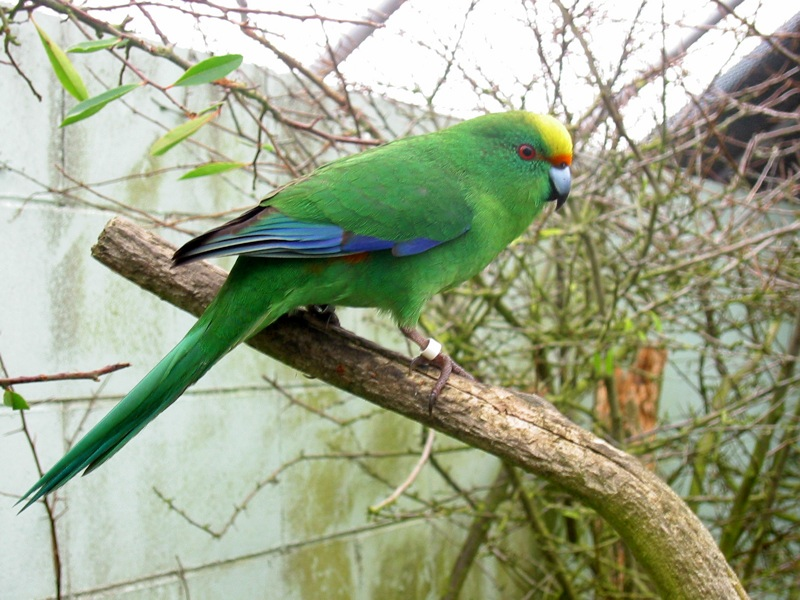
Malherbesittich
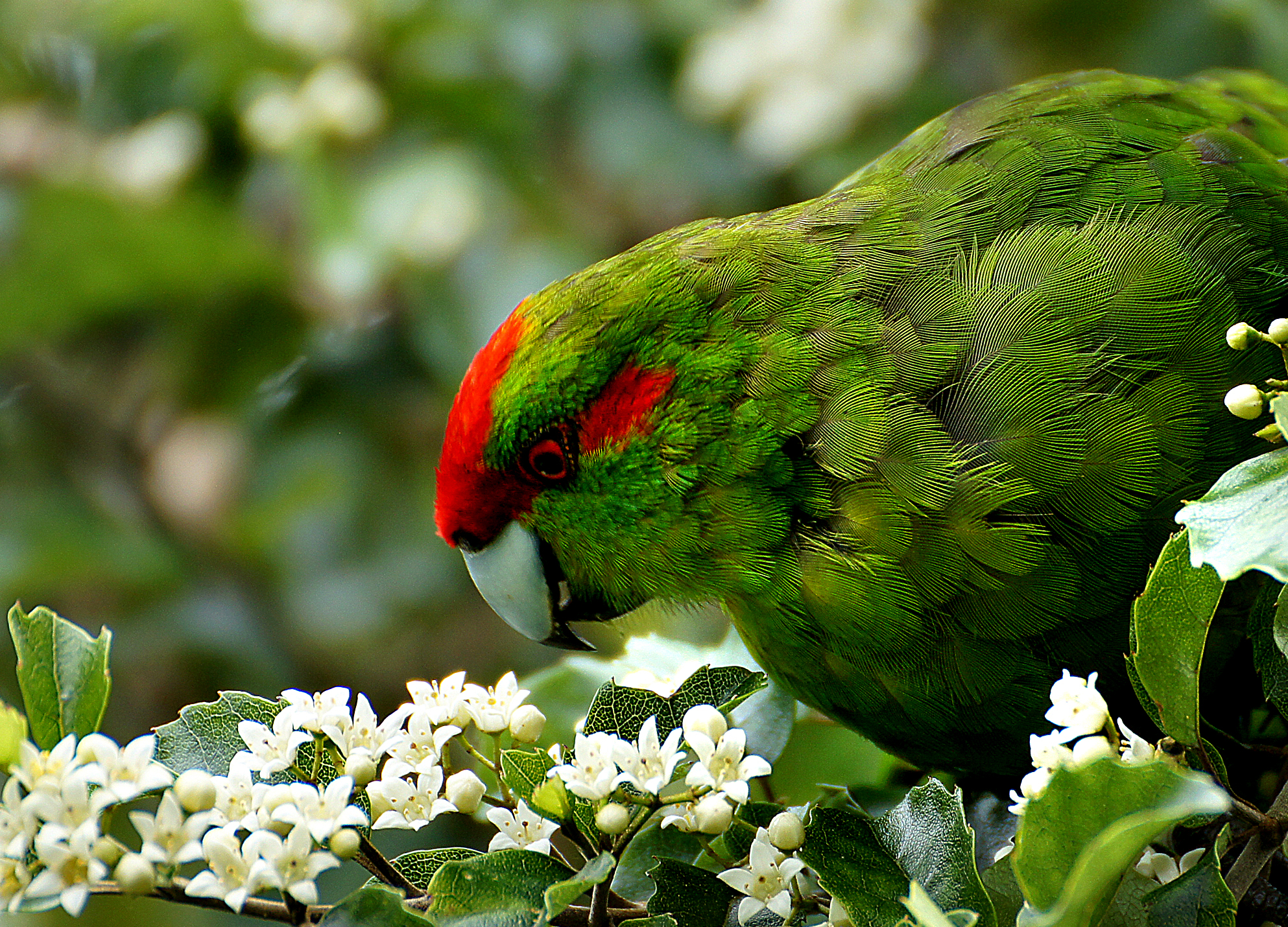
Ziegensittich

Das Parkgelände ist langgestreckt und kann auf einem Rundweg zu Fuß begangen werden, alternativ steht ein Shuttlebus zur Verfügung. Einige Tierarten werden auf  Anlagen gehalten, die von den Besuchern durch Wassergräben getrennt sind. Außerdem enthält das Gelände ein Informationscenter, ein Café und einen Andenkenladen.

## Arterhaltungs- und Schutzprogramme
Der Orana Wildlife Park spielt eine wesentliche Rolle bei Erhaltungs- und Schutzbemühungen für gefährdete Arten. Der Zoo nimmt aktiv an Forschungsprogrammen sowie Zuchtinitiativen teil, meist gemeinsam mit der World Association of Zoos and Aquariums (WAZA), der Zoo and Aquarium Association (ZAA), dem Department of Conservation (DOC) sowie weiteren Naturschutzorganisationen. Im Besonderen beteiligt sich der Park an Programmen zur Zucht und Auswilderung lokaler Arten.
Der Orana Wildlife Park leistet auch einen wichtigen Beitrag bei Zuchtprogrammen für exotische Arten. Dabei steht die Bewahrung der genetischen Vielfalt speziell für afrikanische Huftiere im Vordergrund. Bemerkenswert ist auch ein Zuchtprogramm für Geparden, bei dem bis Ende 2023 insgesamt 24 Jungtiere geboren wurden.

## Galerie
Die folgenden Bilder zeigen einige Tiere aus dem Bestand des Orana Wildlife Parks:

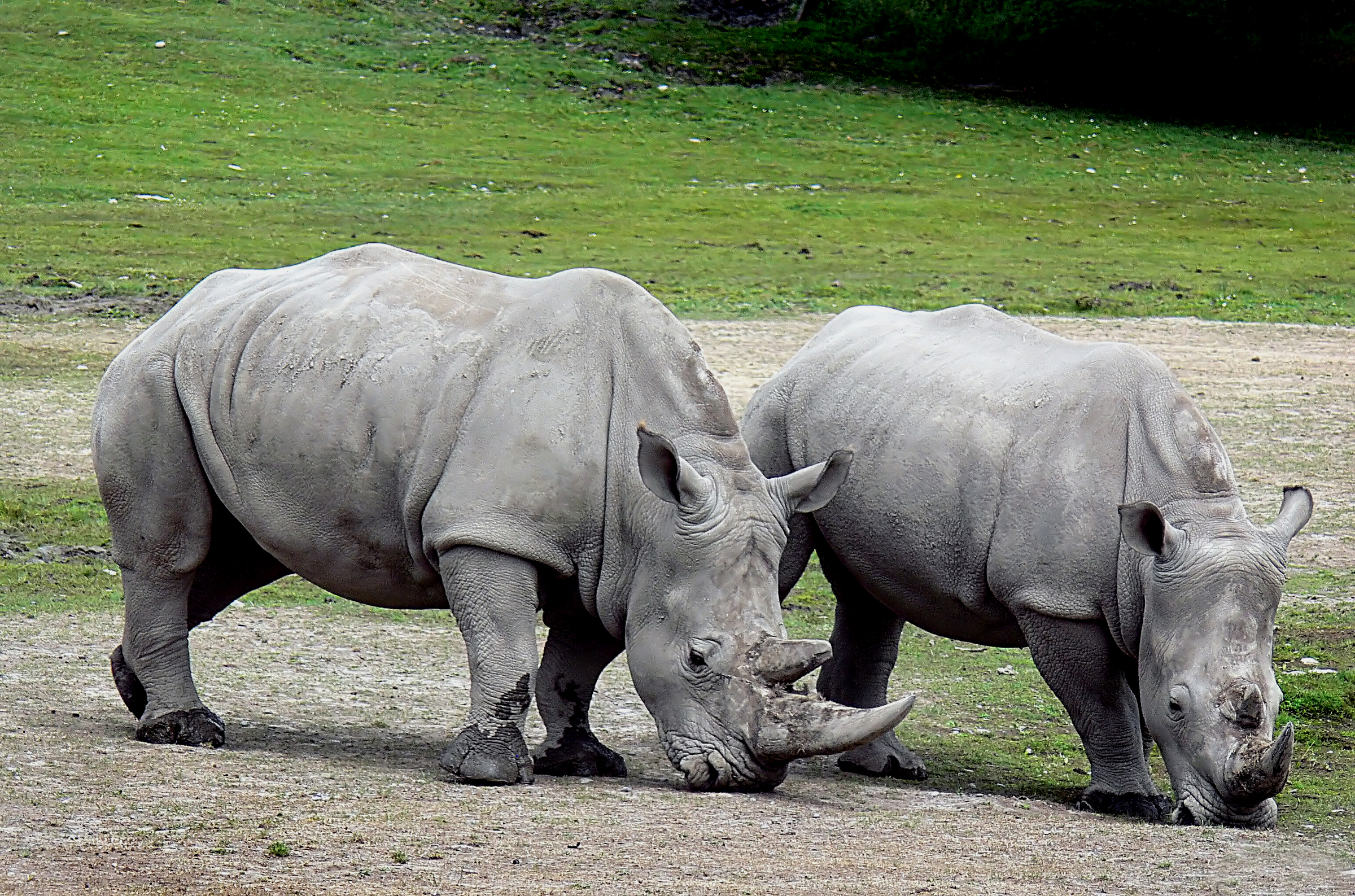
Breitmaulnashörner
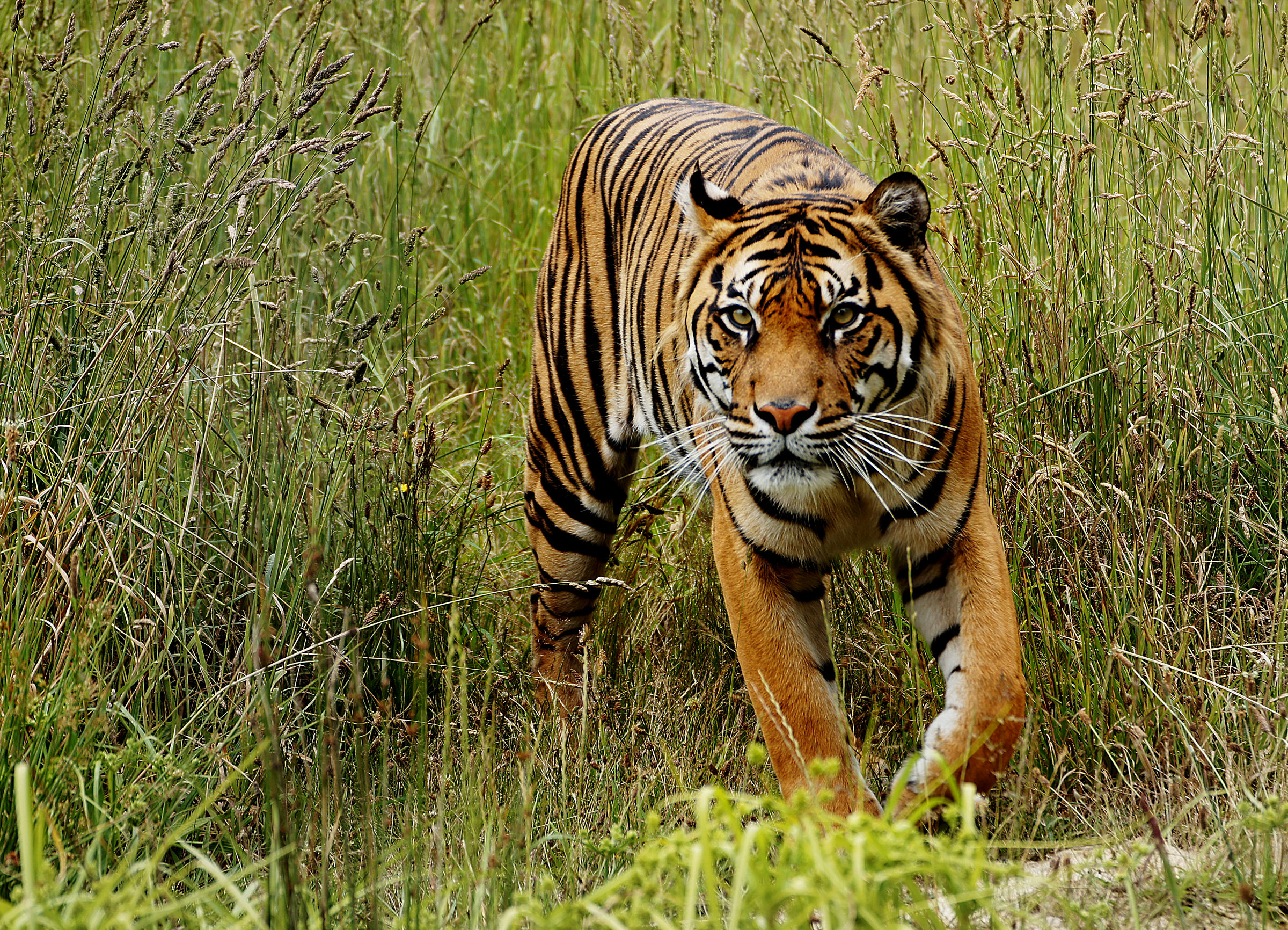
Sumatra-Tiger
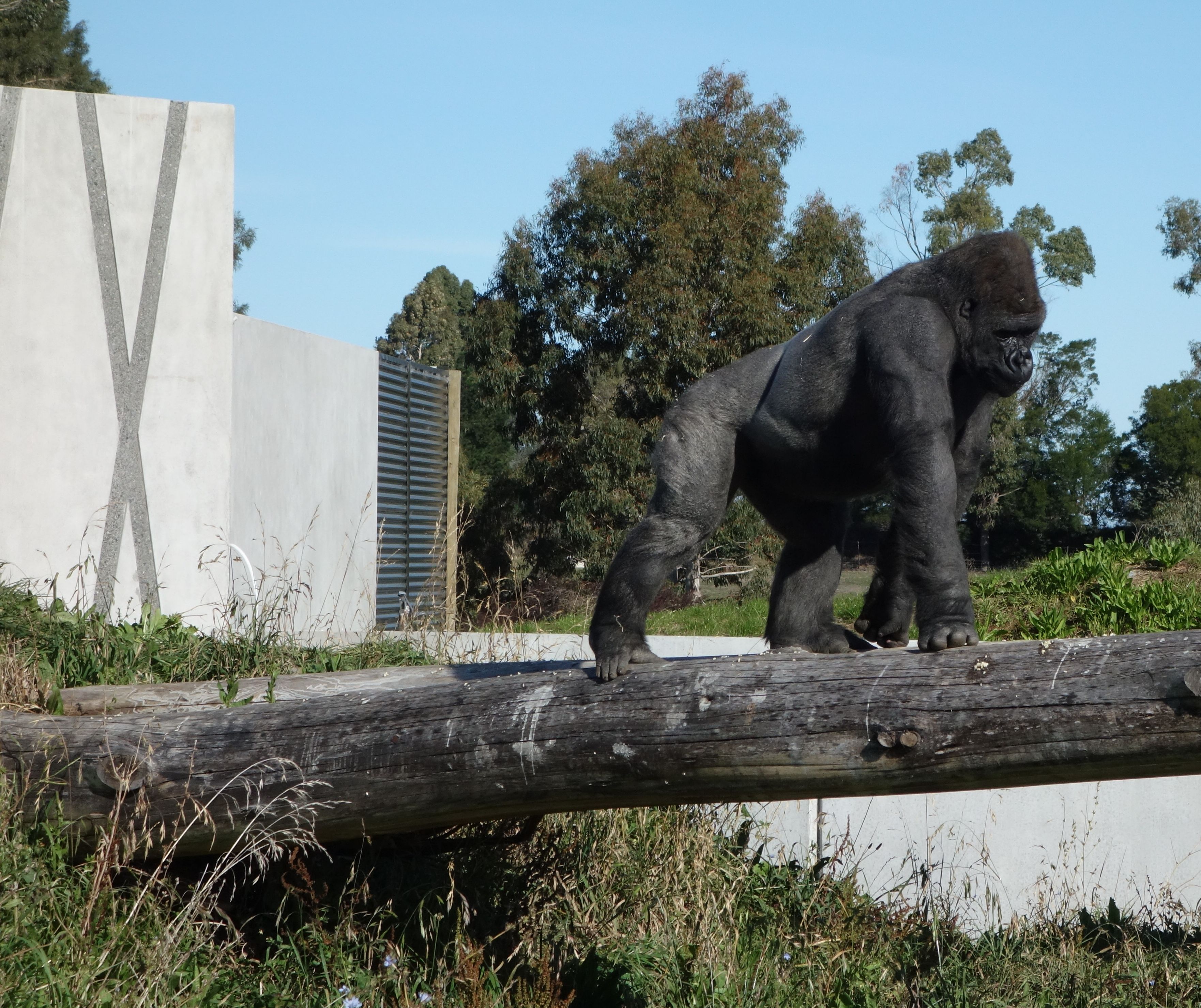
Westlicher Flachlandgorilla
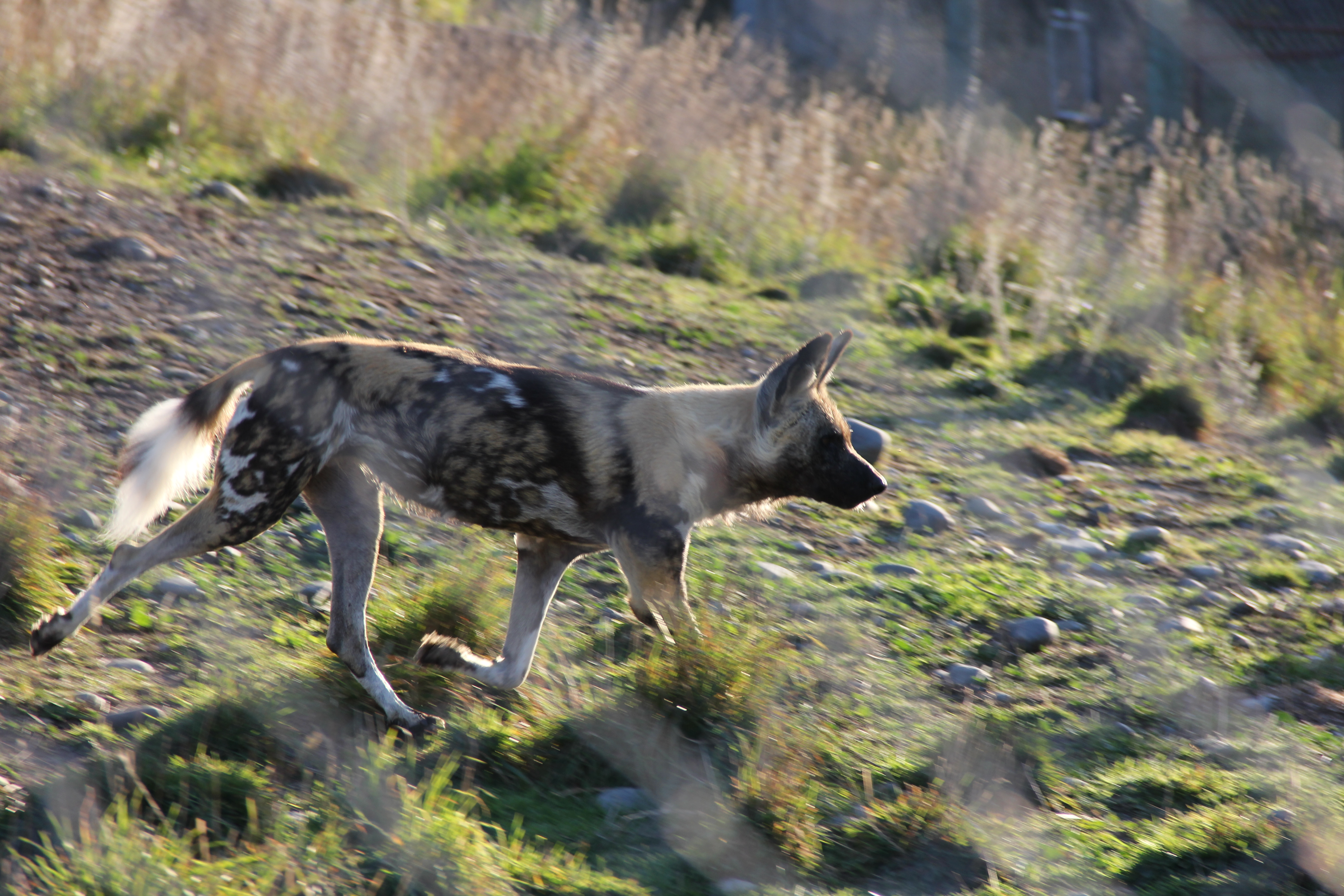
Afrikanischer Wildhund
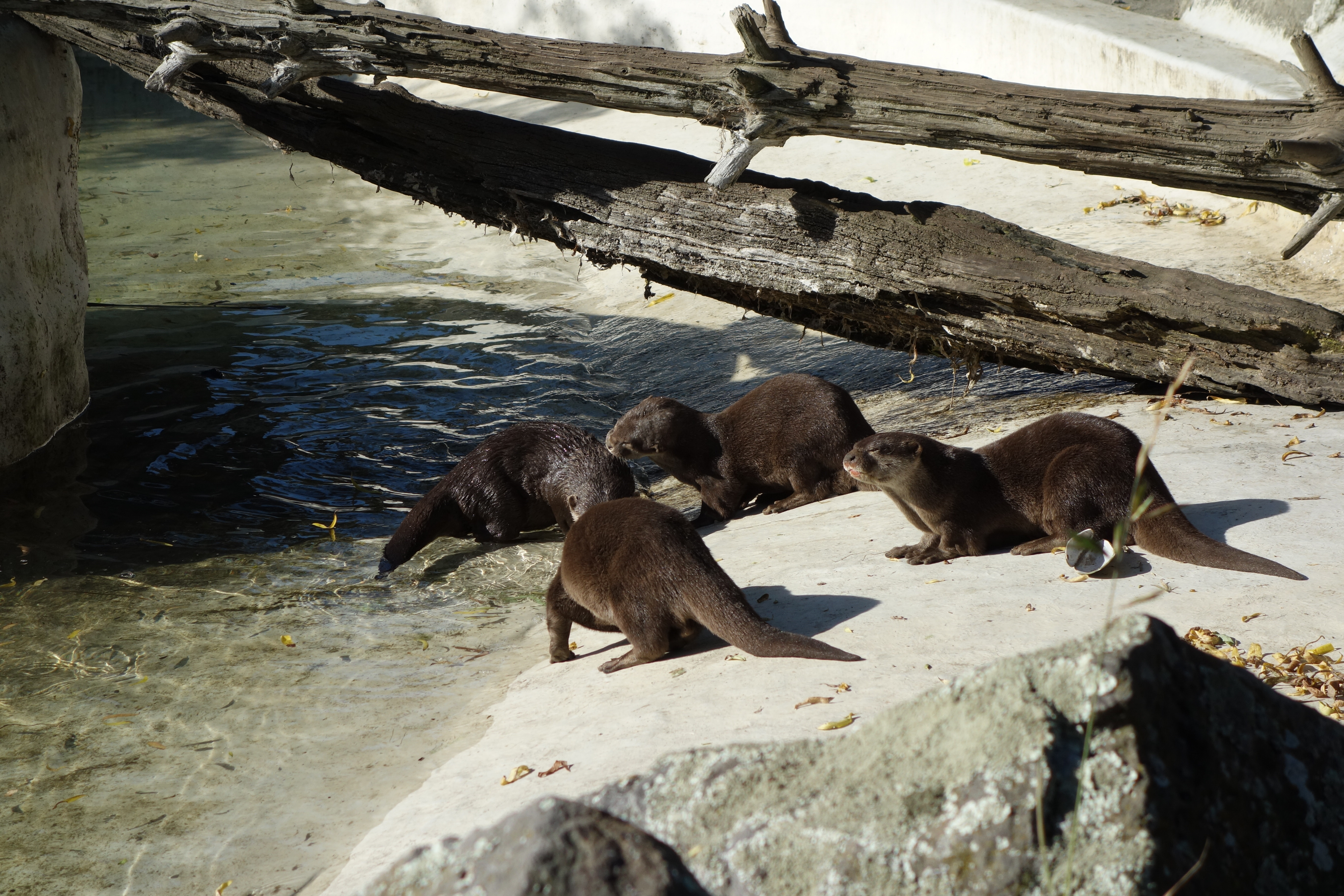
Zwergotter